# Hemaglutinación

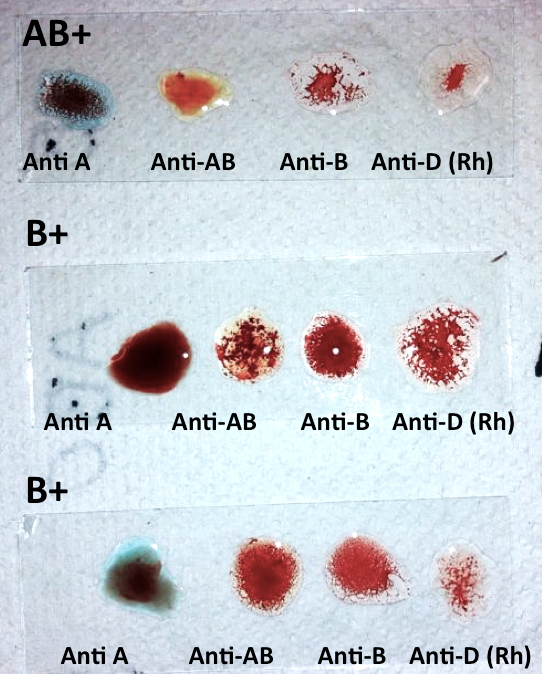
Determinación de grupo sanguíneo AB+ y B+ utilizando sueros con anticuerpos monoclonales para antígenos A, B, AB y Rh. Aplicación del principio de hemaglutinación.

La hemaglutinación es la aglutinación de los hematíes o glóbulos rojos. Se trata de una respuesta biológica común frente a determinados microorganismos, como los virus, y se emplea rutinariamente en técnicas de tipado o clasificación de los grupos sanguíneos o en la determinación de las cargas virales. La hemaglutinación se debe a la presencia de antígenos en los eritrocitos, antígenos capaces de reaccionar con anticuerpos o bien con proteínas específicas de algunos microorganismos (entre las que destacan las hemaglutininas).
Un ejemplo de sus aplicaciones se encuentra en la detección del grupo sanguíneo (sistema ABO). Para ello, se añade un antisuero anti-A, anti-B o anti-AB a la sangre tratada con heparina o EDTA tripotásico (dos anticoagulantes). Cuando los glóbulos rojos poseen el antígeno específico para el antisuero empleado, se produce la aglutinación.